# Korijandar
Korijandar (lat. Coriandrum), maleni biljni rod korisnog jednogodišnjeg raslinja iz porodice Apiaceae kojemu pripada svega tri vrste . 
Rod je raširen po Mediteranu, jugozapadnoj Aziji, europskoj Rusiji, sjevernom Kavkazu, srednjoj Aziji i južnmom Ruskom dalekom istoku.

U Hrvatskoj je prisutna jedna vrsta, sjetveni korijandar, Coriandrum sativum.